# Ruta de Illinois 108
La Ruta de Illinois 108, y abreviada IL 108 (en inglés: Illinois Route 108) es una carretera estatal estadounidense ubicada en el estado de Illinois. La carretera inicia en el sur desde la IL 100     en Kampsville hacia el norte en la I 55  , BL 55   en Raymond. La carretera tiene una longitud de 87 km (54.06 mi).

## Mantenimiento
Al igual que las autopistas interestatales, y las rutas federales y el resto de carreteras estatales, la Ruta de Illinois 108 es administrada y mantenida por el Departamento de Transporte de Illinois por sus siglas en inglés IDOT.